# Viktor Tjerneld
Viktor Lars Roland Tjerneld, född 2 juni 1987, är en svensk teaterregissör.
Tjerneld är utbildad som skådespelare på Fridhems folkhögskola och som regissör i Danmark på Statens Scene-kunstskoles instruktørslinje med examen 2015. Han har regisserat för bland annat Nørrebro Teater, Mungo park, samt stadsteatrar i Uppsala, Göteborg och Helsingborg med flera. Tjerneld har uppgett till Upsala Nya Tidning att han börjat intressera sig för teater och skådespelaryrket först när han gick på gymnasiet och innan dess ägnat sig åt musik och inte från början tänkt gå i faderns fotspår.
Han är bror till skådespelaren Matilda Tjerneld och son till skådespelarna Tomas Tjerneld och Katarina Söderberg.

## Teaterproduktion i urval
| År   | Produktion                                                                   | Upphovsmän                               | Teater                   |
| ---- | ---------------------------------------------------------------------------- | ---------------------------------------- | ------------------------ |
| 2014 | Spelaren Игрок, Igrok                                                        | Fjodor Dostojevskij                      | Aalborg teater           |
| 2015 | Den grimme mand Der Hässliche                                                | Marius von Mayenburg                     | Statens scenekunstskole  |
| 2015 | Antigone Ἀντιγόνη, Antigone                                                  | Sofokles                                 | Kalmar byteater          |
| 2015 | Den store juleterapishow                                                     | Tomas Lagermand Lundme                   | Nørrebro Teater          |
| 2016 | Medea Μήδεια Mēdeia                                                          | Euripides                                | Uppsala stadsteater      |
| 2016 | Skymningsrök                                                                 | Noah Haidle                              | Göteborgs stadsteater    |
| 2017 | Lögnen Le Mensogne                                                           | Florian Zeller                           | Riksteatern              |
| 2017 | Ett dockhem Et Dukkehjem                                                     | Henrik Ibsen                             | Helsingborgs stadsteater |
| 2017 | Bilisten                                                                     | Viktor Tjerneld                          | Mungo park               |
| 2018 | Gyllene draken Der goldene Drache                                            | Roland Schimmelpfennig                   | Uppsala stadsteater      |
| 2018 | En julsaga A Christmas Carol in Prose, Being a Ghost-Story of Christmas      | Patrick Barlow efter Charles Dickens     | Helsingborgs stadsteater |
| 2019 | Perplex                                                                      | Marius von Mayenburg                     | Borås stadsteater        |
| 2019 | OW Bunker                                                                    | Jakob Tekla Jørgensen & Viktor Tjerneld  | Teater Nordkraft         |
| 2020 | Spejlmanden                                                                  | Viktor Tjerneld                          | Mungo park               |
| 2020 | Ett juleeventyr A Christmas Carol in Prose, Being a Ghost-Story of Christmas | Patrick Barlow efter Charles Dickens     | Nørrebro Teater          |
| 2021 | Kejsarens nya kläder Keiserens nye klæder                                    | Viktor Tjerneld efter H.C. Andersen      | Malmö stadsteater        |
| 2025 | En folkefiende                                                               | Viktor Tjerneld Fritt efter Henrik Ibsen | Göteborgs stadsteater    |